# Circle Pines (Minnesota)
Circle Pines es una ciudad ubicada en el condado de Anoka en el estado estadounidense de Minnesota. En el Censo de 2010 tenía una población de 4918 habitantes y una densidad poblacional de 960,96 personas por km².

## Geografía
Circle Pines se encuentra ubicada en las coordenadas 45°8′53″N 93°8′33″O / 45.14806, -93.14250. Según la Oficina del Censo de los Estados Unidos, Circle Pines tiene una superficie total de 5.12 km², de la cual 4.62 km² corresponden a tierra firme y (9.82%) 0.5 km² es agua.

## Demografía
Según el censo de 2010, había 4918 personas residiendo en Circle Pines. La densidad de población era de 960,96 hab./km². De los 4918 habitantes, Circle Pines estaba compuesto por el 91.99% blancos, el 1.77% eran afroamericanos, el 0.45% eran amerindios, el 3.23% eran asiáticos, el 0% eran isleños del Pacífico, el 0.43% eran de otras razas y el 2.14% pertenecían a dos o más razas. Del total de la población el 1.97% eran hispanos o latinos de cualquier raza.